# Paragabara acygonia
Paragabara acygonia är en fjärilsart som beskrevs av George Francis Hampson 1897. Paragabara acygonia ingår i släktet Paragabara och familjen nattflyn. Inga underarter finns listade i Catalogue of Life.